# Tranzicija (genetika)
Tranzicija je pojem iz molekularne biologije, ki označuje mutacijo DNK, nastalo z zamenjavo purina s purinom (A ↔ G) ali pirimidina s pirimidinom (T ↔ C). Povzroča jih predvsem oksidativna deaminacija in tavtomerizacija.
Zaradi pogostosti omenjenih reakcij je tranzicija razmeroma pogosta točkovna mutacija - 66,6 % SNP je posledica tranzicije, le 33,3 % transverzije - a večinoma ne vpliva na spremembo aminokislin. 
Metiliran citozin (5-metilcitozin) je zaradi spontane deaminacije bolj podvržen tranziciji kot nemetiliran. Tako je od trancije odvisna tudi pogostost CpG-otokov. 